# 佐佐木美玲
佐佐木美玲（日语：／ Sasaki Mirei，1999年12月17日—）是日本女藝人，為女子偶像組合日向坂46前成員，兵庫縣出身，所屬經紀公司為Queen-B。曾是時尚雜誌《non-no》專屬模特兒。2016年以平假名櫸坂46一期生身分出道，2025年4月5日自日向坂46畢業。

## 經歷

### 加入平假名櫸坂46前
1999年12月17日，佐佐木出生於神奈川縣，在兵庫縣長大。小學1年級至4年級住在台灣。2013年至2015年11月，為以大阪為據點活動的在地偶像團體「choco☆milQ」成員。2016年1月搬家到東京。

### 平假名櫸坂46時期
2016年5月8日，佐佐木參加平假名櫸坂46徵選合格。同月12日，在SHOWROOM直播中首次披露。
2017年10月20日至12月29日，以本人的角色參與平假名櫸坂46一期生主演的電視劇《Re:Mind》，是首次主演電視劇。
2018年3月，從高中畢業。同月7日發行的櫸坂46第6張單曲《打破玻璃！》，佐佐木在收錄曲《看著當下》中首次擔任歌曲Center（中心成員）。4月，升讀大學。6月20日發行的平假名櫸坂46首張專輯《起跑的瞬間》，佐佐木擔任該專輯的主打曲《沒有期待的自己》的Center。該專輯也收錄了佐佐木的第一首獨唱曲《微弱的光芒》（わずかな光）。
2019年1月1日，女歌手Aimer第16張單曲《I beg you/花瓣的遊行/Sailing》中的收錄曲《花瓣的遊行》MV公開，由佐佐木主演，以畢業典禮為背景，講述了一個既悲傷而又溫暖的故事。

### 日向坂46時期
2019年2月13日，獲時尚雜誌《non-no》起用為專屬模特兒，並在2月20日發售的4月號登場。3月15日，首個個人冠名節目《開店！咪胖麵包店》以特別節目的形式在朝日電視衛星台播出。6月12日至9月18日，於「MTV日本音樂錄影帶大獎2019」 與渡邊美穗、小坂菜緒、佐佐木久美一同擔任MC。
2020年3月25日，開始在日本電視台資訊節目《ZIP!》的「流行新聞 Kiterune!」單元擔任報導員。9月23日發行的日向坂46首張專輯《HINATAZAKA》，佐佐木擔任該專輯的主打曲《可愛小心機》的Center，是首次在日向坂46改名後擔任Center。
2021年4月29日，電視劇《聲春！》開始播出，佐佐木與丹生明里共同擔任主演。此外，在該劇的主題曲《聲音的足跡》中，也與丹生明里共同擔任Center。5月25日，營運方公佈佐佐木需要在醫院住院一週以進行進一步身體檢查，將暫停工作專心休養，佐佐木亦在部落格上告知此事。6月11日，宣布已經出院，並於同月20日的「線上見面&問候」活動中回歸活動。7月11日，在「W-KEYAKI FES. 2021」第三場公演上正式歸隊。7月6日至10月29日間，她代替暫停活動的小坂菜緒，擔任廣播節目《星之勇者鬥惡龍呈獻 日向坂46小坂菜緒的「小坂yu廣播」》的主持人。11月5日，該節目更名為《星之勇者鬥惡龍呈獻 日向坂46佐佐木美玲的「荷伊咪胖」》，佐佐木繼續擔任主持人。
2022年4月1日，開始在廣播節目《羅森呈獻 日向坂46的歇一口氣！》中與影山優佳共同擔任主持人。5月8日，開設個人Instagram帳號。
2024年8月23日，於《羅森呈獻 日向坂46的歇一口氣！中報告自己取得了二級小型船舶操縱士執照。12月17日，在25歲生日當天，發行首本個人寫真集《陽光的盛裝遊行》（陽射しのパレード），於越南峴港拍攝。以3.2萬銷量取得Oricon公信榜書籍週榜寫真集部門第1位
。
2025年1月6日，在日向坂46官網的個人部落格中宣布將於第13張單曲《只有畢業照才知道》的活動結束後畢業。3月31日，於日向坂46的冠名節目《在日向坂見面吧》中舉辦佐佐木的畢業環節，節目最後由主持人奧黛麗給與畢業證書，也是最後一次出演該節目。4月5日，於橫濱球場舉行的「第6次的日向誕祭」中舉辦畢業典禮，正式從日向坂46畢業，結束約9年的偶像生涯。4月17日，於日向坂46官方網站發布最後一篇部落格。5月31日，佐佐木位於日向坂46官方網站內的個人部落格正式關閉。

### 個人發展
2025年7月1日，宣布加入經紀公司Queen-B。7月18日發行的《non-no》9月號，從擔任約6年的雜誌專屬模特兒畢業。7月12日，開設官方粉絲俱樂部。7月17日，由佐佐木监制的原创品牌「mireille」（ミレイユ）诞生
。

## 人物
- 暱稱為咪胖（みーぱん）[63]、佐佐美（ささみ）[3]。
- 家裡有哥哥、姐姐（雙胞胎）。由於小學時代曾住在台灣，能講簡單的中文[64]。在台灣時，曾擔任乒乓球社的社長[65]。
- 喜愛麵包，尤其是甜麵包（菓子パン），希望每天吃麵包長大，曾說過未來想開麵包店[66]。其暱稱「咪胖」即由麵包（パン）而來[67]。加入平假名櫸坂46前曾在麵包店打工過[66]。其他喜歡的食物還有肉、碳水化合物、蛋糕、水果[68]。
- 特技是吉他、小提琴[69]。
- 自我介紹詞（Catch Phrase）是「紅豆麵包、吐司麵包、咪胖！」（あんぱん しょくぱん みーぱん！）[70]

### 日向坂46相關
- 雖然沒有擔任過單曲Center，但在平假名櫸坂46時期專輯《起跑的瞬間》的主打曲《沒有期待的自己》、以及日向坂46時期首張專輯《HINATAZAKA》的主打曲《可愛小心機（日语：アザトカワイイ）》擔任Center，並在這兩張專輯的形象寫真（アー写）站Center位，等於是這兩張專輯的Center。
- 在日向坂46中最喜歡的歌是「JOYFUL LOVE」[71]。

## 演唱歌曲
標註「★」符號者，表示該首歌曲有拍攝MV。

### 單曲選拔樂曲
日向坂46
|      | 發行日期       | 單曲名稱              | 參與歌曲名稱              | 名義      | 收錄於 | MV | 備註                     |
| ---- | -------------- | --------------------- | ------------------------- | --------- | ------ | -- | ------------------------ |
| 1st  | 2019年03月27日 | 心動了                | 心動了                    |           | 全版本 | ★  | A面曲                    |
| 1st  | 2019年03月27日 | 心動了                | JOYFUL LOVE               |           | 全版本 | ★  |                          |
| 1st  | 2019年03月27日 | 心動了                | 滑到耳邊的淚水            | （1期生） | Type-A |    |                          |
| 1st  | 2019年03月27日 | 心動了                | Footsteps                 | 淺草姊妹  | Type-B | ★  |                          |
| 1st  | 2019年03月27日 | 心動了                | 悸動草                    |           | Type-C | ★  |                          |
| 2nd  | 2019年07月17日 | Do Re Mi Sol La Si Do | Do Re Mi Sol La Si Do     |           | 全版本 | ★  | A面曲                    |
| 2nd  | 2019年07月17日 | Do Re Mi Sol La Si Do | 狐狸                      |           | 全版本 | ★  |                          |
| 2nd  | 2019年07月17日 | Do Re Mi Sol La Si Do | My god                    | （1期生） | Type-A |    |                          |
| 3rd  | 2019年10月02日 | 如此喜歡你可以嗎？    | 如此喜歡你可以嗎？        |           | 全版本 | ★  | A面曲                    |
| 3rd  | 2019年10月02日 | 如此喜歡你可以嗎？    | 真正的時間                |           | 全版本 | ★  |                          |
| 3rd  | 2019年10月02日 | 如此喜歡你可以嗎？    | 川流不止息                |           | 通常盤 |    |                          |
| 4th  | 2020年02月19日 | 才沒這回事呢          | 才沒這回事呢              |           | 全版本 | ★  | A面曲                    |
| 4th  | 2020年02月19日 | 才沒這回事呢          | 青春之馬                  |           | 全版本 | ★  |                          |
| 4th  | 2020年02月19日 | 才沒這回事呢          | 喜歡的意思是…             | （1期生） | Type-A |    | Center                   |
| 4th  | 2020年02月19日 | 才沒這回事呢          | 即使不開窗                |           | Type-B | ★  |                          |
| 5th  | 2021年05月26日 | 只有你最強            | 只有你最強                |           | 全版本 | ★  | A面曲                    |
| 5th  | 2021年05月26日 | 只有你最強            | 聲音的足跡                |           | 全版本 | ★  | 與丹生明里共同擔任Center |
| 5th  | 2021年05月26日 | 只有你最強            | 怎麼辦？怎麼辦？怎麼辦？  | （1期生） | Type-C | ★  |                          |
| 5th  | 2021年05月26日 | 只有你最強            | 巨大的夢想壓垮了我        |           | 通常盤 |    |                          |
| 6th  | 2021年10月27日 | 話說                  | 話說                      |           | 全版本 | ★  | A面曲                    |
| 6th  | 2021年10月27日 | 話說                  | 無論多少次無論多少次      |           | 全版本 | ★  |                          |
| 6th  | 2021年10月27日 | 話說                  | 意想不到的雙虹            |           | Type-A |    |                          |
| 6th  | 2021年10月27日 | 話說                  | 酸澀的自我厭惡            | 咪胖家族  | Type-D | ★  |                          |
| 6th  | 2021年10月27日 | 話說                  | 傷停補時                  |           | 通常盤 |    |                          |
| 7th  | 2022年06月01日 | 我這種人              | 我這種人                  |           | 全版本 | ★  | A面曲                    |
| 7th  | 2022年06月01日 | 我這種人              | 飛機雲的形成理由          |           | 全版本 | ★  |                          |
| 7th  | 2022年06月01日 | 我這種人              | 深夜的懺悔大會            | （1期生） | Type-C | ★  |                          |
| 7th  | 2022年06月01日 | 我這種人              | 不知不覺被愛著            |           | 通常盤 |    |                          |
| 8th  | 2022年10月26日 | 星月共舞的Midnight    | 星月共舞的Midnight        |           | 全版本 | ★  | A面曲                    |
| 8th  | 2022年10月26日 | 星月共舞的Midnight    | HEY！OHISAMA！            |           | 全版本 |    |                          |
| 8th  | 2022年10月26日 | 星月共舞的Midnight    | 10秒天使                  |           | Type-B | ★  |                          |
| 8th  | 2022年10月26日 | 星月共舞的Midnight    | 一生一次的夏天            |           | 通常盤 |    |                          |
| 9th  | 2023年04月19日 | One choice            | One choice                |           | 全版本 | ★  | A面曲                    |
| 9th  | 2023年04月19日 | One choice            | 戀愛逃之夭夭              |           | 全版本 | ★  |                          |
| 9th  | 2023年04月19日 | One choice            | 愛唯我擁有                | （1期生） | Type-A |    |                          |
| 9th  | 2023年04月19日 | One choice            | 朋友啊 是夜空中第一顆星星 |           | 通常盤 | ★  |                          |
| 10th | 2023年07月26日 | Am I ready?           | Am I ready?               |           | 全版本 | ★  | A面曲                    |
| 10th | 2023年07月26日 | Am I ready?           | 接觸與感情                |           | Type-A |    |                          |
| 10th | 2023年07月26日 | Am I ready?           | 充滿骨架的暑假            | （1期生） | Type-B |    |                          |
| 10th | 2023年07月26日 | Am I ready?           | 玻璃窗髒了                |           | 通常盤 | ★  |                          |
| 11th | 2024年05月08日 | 你是蜜瓜              | 你是蜜瓜                  |           | 全版本 | ★  | A面曲                    |
| 11th | 2024年05月08日 | 你是蜜瓜              | 緊隨我後                  |           | 通常盤 | ★  |                          |
| 12th | 2024年09月18日 | 絕對第六感            | 絕對第六感                |           | 全版本 | ★  | A面曲                    |
| 12th | 2024年09月18日 | 絕對第六感            | 永遠的蘇菲亞              |           | Type-A |    |                          |
| 13th | 2025年01月29日 | 只有畢業照才知道      | 只有畢業照才知道          |           | 全版本 | ★  | A面曲                    |
| 13th | 2025年01月29日 | 只有畢業照才知道      | 孤獨的人們啊              |           | Type-A |    |                          |
| 13th | 2025年01月29日 | 只有畢業照才知道      | Instead of you            | （1期生） | Type-D |    |                          |

平假名櫸坂46
| 發行日期       | 歌名                 | 名義                | 收錄於                       | MV | 備註               |
| -------------- | -------------------- | ------------------- | ---------------------------- | -- | ------------------ |
| 2016年08月10日 | 平假名櫸             | 平假名櫸坂46        | 櫸坂46《世界上只有愛》通常盤 |    |                    |
| 2016年11月30日 | 跳得比誰都還高！     | 平假名櫸坂46        | 櫸坂46《兩人季節》Type-B     | ★  |                    |
| 2017年04月05日 | W-KEYAKIZAKA之詩     | 櫸&平假名櫸坂組     | 櫸坂46《不協和音》全版本     | ★  |                    |
| 2017年04月05日 | 穩定交往中           | 平假名櫸坂46        | 櫸坂46《不協和音》Type-D     | ★  |                    |
| 2017年10月25日 | 依然要前進           | 平假名櫸坂46第1期生 | 櫸坂46《就算風吹》全版本     | ★  |                    |
| 2017年10月25日 | NO WAR in the future | 平假名櫸坂46        | 櫸坂46《就算風吹》Type-B     |    |                    |
| 2018年03月07日 | 看著當下             | 平假名櫸坂46第1期生 | 櫸坂46《打破玻璃！》Type-B   | ★  | 首次擔任歌曲Center |
| 2018年08月15日 | 快樂氛圍             | 平假名櫸坂46        | 櫸坂46《矛盾心理》Type-B     | ★  |                    |
| 2019年02月27日 | 想對你說的話         | 平假名櫸坂46        | 櫸坂46《黑羊》全版本         | ★  |                    |
| 2019年02月27日 | 擁抱你               | 平假名櫸坂46        | 櫸坂46《黑羊》Type-B         |    |                    |

坂道AKB
| 發行日期       | 歌名     | 名義    | 收錄於                        | MV | 備註 |
| -------------- | -------- | ------- | ----------------------------- | -- | ---- |
| 2019年03月13日 | 初戀之門 | 坂道AKB | AKB48《回憶上心頭DAYS》Type-B | ★  |      |

### 專輯選拔樂曲
日向坂46
|     | 發行日期       | 專輯名稱   | 參與歌曲名稱              | 名義 | 收錄於 | 備註                     |
| --- | -------------- | ---------- | ------------------------- | ---- | ------ | ------------------------ |
| 1st | 2020年09月23日 | HINATAZAKA | 心機小可愛                |      | 全版本 | ★ Center                 |
| 1st | 2020年09月23日 | HINATAZAKA | 跳得比誰都還高！2020      |      | Type-A |                          |
| 1st | 2020年09月23日 | HINATAZAKA | 日向坂                    |      | Type-A |                          |
| 1st | 2020年09月23日 | HINATAZAKA | NO WAR in the future 2020 |      | Type-B |                          |
| 1st | 2020年09月23日 | HINATAZAKA | 不顧一切地                |      | Type-B |                          |
| 1st | 2020年09月23日 | HINATAZAKA | 為什麼說是下雨了啊？      |      | Type-B | 與加藤史帆、齊藤京子合唱 |
| 1st | 2020年09月23日 | HINATAZAKA | My fans                   |      | Type-B |                          |
| 1st | 2020年09月23日 | HINATAZAKA | 約定之卵 2020             |      | 通常盤 |                          |
| 2nd | 2023年11月08日 | 脈動的感情 | 你從零變為一吧            |      | 全版本 | ★                        |
| 2nd | 2023年11月08日 | 脈動的感情 | 最初的白晝                |      | Type-A |                          |

平假名櫸坂46
|     | 發行日期       | 專輯名稱   | 參與歌曲名稱             | 名義       | 收錄於 | 備註           |
| --- | -------------- | ---------- | ------------------------ | ---------- | ------ | -------------- |
| 1st | 2018年06月20日 | 起跑的瞬間 | 沒有期待的自己           |            | 全版本 | ★ Center       |
| 1st | 2018年06月20日 | 起跑的瞬間 | 微弱的光芒               | （獨唱曲） | Type-A | 個人首支獨唱曲 |
| 1st | 2018年06月20日 | 起跑的瞬間 | 約定之卵                 |            | Type-A | Center         |
| 1st | 2018年06月20日 | 起跑的瞬間 | 來到夏天的邊界線         | （1期生）  | Type-B | Center         |
| 1st | 2018年06月20日 | 起跑的瞬間 | 像車輪摩擦般哭泣的你     |            | Type-B | Center         |
| 1st | 2018年06月20日 | 起跑的瞬間 | 想騎上三輪車             |            | 通常盤 | 與柿崎芽實合唱 |
| 1st | 2018年06月20日 | 起跑的瞬間 | 到底是誰強迫這樣的排隊？ | （1期生）  | 通常盤 | Center         |
| 1st | 2018年06月20日 | 起跑的瞬間 | 平假名的戀愛             |            | 通常盤 | Center         |

櫸坂46
|     | 發行日期       | 專輯名稱 | 參與歌曲名稱         | 名義            | 收錄於 | 備註 |
| --- | -------------- | -------- | -------------------- | --------------- | ------ | ---- |
| 1st | 2017年07月19日 | 抹黑純真 | 太陽不會選擇抬頭的人 | 櫸&平假名櫸坂組 | Type-A |      |
| 1st | 2017年07月19日 | 抹黑純真 | 永遠的白線           | 平假名櫸坂46    | Type-B |      |

## 演出

### 電視劇
- Re:Mind（2017年10月20日－12月29日，東京電視台）：飾演 佐佐木美玲[12]
- DASADA系列（日本電視台）：飾演 岡田莓（岡田いちご）[72]
  - DASADA（2020年1月16日－3月19日）[73]
  - DASADA ～迎向未來的倒數計時～（DASADA 〜未来へのカウントダウン〜；2020年7月2日－9月10日）[74]
- 女子美食漢堡部（日语：女子グルメバーガー部） 第1集、完結篇（2020年7月11日、9月26日，東京電視台）：飾演 森林映美（主演）[註 4]
- 聲春！（2021年4月29日－7月1日，日本電視台）：主演 日之輪芽衣子（日ノ輪めいこ）[76]
- Piece of cake（2022年10月26日－12月14日，日本電視劇）：飾演 中村直（主演）[註 5][77]

### 網路劇集
- 狂賭之淵 雙（2021年3月26日－4月16日，Amazon Prime Video）：飾演 佐渡美久良（佐渡みくら）[78][79][80]

### 綜藝節目
- 開店！咪胖麵包店（日语：開店!みーぱんベーカリー）（；2019年3月15日，朝日電視衛星1台）[81]

### 資訊節目
- ZIP!（2020年3月25日 - ，日本電視台） - 「流行新聞 Kiterune!」單元報導員[22]

### 廣播節目
- 星之勇者鬥惡龍呈獻 日向坂46小坂菜緒的「小坂yu廣播」（日语：星のドラゴンクエスト presents 日向坂46 小坂菜緒の「小坂なラジオ」）（；2021年7月16日－10月29日，FM東京）- 代理主持[82]
- 星之勇者鬥惡龍呈獻 日向坂46佐佐木美玲的「荷伊咪胖」（日语：星のドラゴンクエスト presents 日向坂46 佐々木美玲の「ホイミーぱん」）（；2021年11月5日－2022年3月25日，FM東京）- 主持[83]
- 羅森呈獻 日向坂46的歇一口氣！（2022年4月1日－2025年4月4日，FM東京）- 主持人[84][85]

### 舞台劇
- AYUMI（2018年4月20日－5月6日，東京AiiA劇場）- 響板隊[86]
- 魔法紀錄 魔法少女小圓外傳（2018年8月24日－9月9日，TBS赤坂ACT劇場）：飾演 七海八千代（七海やち）[87]
- Piece of Cake（2023年1月20日－29日，天王洲 銀河劇場）：飾演 中村直（主演）
- SPY×FAMILY間諜家家酒（2023年3月8日－29日，東京：帝國劇場／4月11日－16日，兵庫：兵庫縣立藝術文化中心／5月3日－21日，福岡：博多座）：飾演 約兒·佛傑[註 6][88][89]

### 音樂錄影帶
- Aimer《花瓣的遊行》（2019年1月9日，SME Records）[18]

### 活動
- 東京女孩展演
  - SDGs推進 TGC 靜岡 2019 by TOKYO GIRLS COLLECTION（2019年1月12日，Twin Messe靜岡）[90]
  - Mynavi presents 第28回 Tokyo Girls Collection 2019 SPRING/SUMMER（2019年3月30日，橫濱體育館）[91]
  - TGC KUMAMOTO 2019 by TOKYO GIRLS COLLECTION（2019年4月20日，Grand Messe熊本）[92]
  - Mynavi presents 第29回 Tokyo Girls Collection 2019 AUTUMN/WINTER（2019年9月7日，埼玉超級競技場）[93]
  - TGC KITAKYUSHU 2019 by TOKYO GIRLS COLLECTION（2019年10月5日，西日本綜合展示場新館）[94]
  - SDGs推進 TGC 靜岡 2020 by TOKYO GIRLS COLLECTION（2020年1月11日，Twin Messe靜岡）[95]
  - 第30回 Mynavi Tokyo Girls Collection 2020 SPRING / SUMMER（2020年2月29日，國立代代木競技場第一体育館）[96]
  - 第31回 Mynavi Tokyo Girls Collection 2020 AUTUMN / WINTER ONLINE（2020年9月5日，網絡直播）[97]
  - 第32回 Mynavi Tokyo Girls Collection 2021 SPRING / SUMMER（2021年2月28日，網絡直播）[98]
  - 第33回 Mynavi Tokyo Girls Collection 2021 AUTUMN / WINTER（2021年9月4日，埼玉超級競技場）[99]
  - 第34回 Mynavi Tokyo Girls Collection 2022 SPRING / SUMMER（2022年3月21日，國立代代木競技場第一体育館）[100]
  - 第35回 Mynavi Tokyo Girls Collection 2022 AUTUMN / WINTER（2022年9月3日，埼玉超級競技場）[101]
  - 第37回 Mynavi Tokyo Girls Collection 2023 AUTUMN / WINTER（2023年9月2日，埼玉超級競技場）[102]
  - 第38回 Mynavi Tokyo Girls Collection 2024 SPRING / SUMMER（2024年3月2日，國立代代木競技場第一体育館）[103]
  - CREATEs presents TGC KITAKYUSHU 2024 by TOKYO GIRLS COLLECTION（2024年10月12日，西日本綜合展示場新館）[104]
- GirlsAward
  - Rakuten GirlsAward 2019 SPRING / SUMMER（2019年5月18日，幕張展覽館）[105]
  - Rakuten GirlsAward 2019 AUTUMN / WINTER（2019年9月28日，幕張展覽館）[106]
  - Tokyo Virtual Runway Live by GirlsAward Vol.1（2020年6月27日，網絡直播）[107]
  - Rakuten GirlsAward 2022 SPRING / SUMMER（2022年5月14日，幕張展覽館）[108]
  - Rakuten GirlsAward 2023 AUTUMN / WINTER（2023年9月30日，幕張展覽館）[109]
  - Rakuten GirlsAward 2024 SPRING / SUMMER（2024年5月3日，國立代代木競技場第一体育館）[110]
  - Rakuten GirlsAward 2024 AUTUMN / WINTER（2024年10月19日，幕張展覽館）[111]
- 殘美 THE ROOM 最後的選擇（2019年7月31日－8月11日，澀谷HIKARIE）[112]
- TOKYO UNICOLLE 2019 日本應援宣言（2019年11月9日，六本木新城競技場）[113]

## 書籍

### 寫真集
- 陽光的盛裝遊行（陽射しのパレード；2024年12月17日，集英社）[114][115]

### 雜誌連載
- non-no（2019年2月14日－2025年7月18日，集英社）- 專屬模特兒[116]

### 文獻
1. 1 2 3 4  . 日向坂46官方網站. Seed & Flower合同會社.   [2025-05-30]. （原始内容存档于2025-03-22） （日语）.
2. ↑  . non-no官方網站. 集英社.   [2025-01-01] （日语）.
3. 1 2 3  . 日刊體育 (日刊體育新聞社). 2019-02-13  [2019-02-13]. （原始内容存档于2019-02-14） （日语）.
4. 1 2  佐々木美玲. . 佐々木美玲 公式ブログ. 日向坂46公式サイト. 2016-08-02  [2021-02-01]. （原始内容存档于2020-12-06） （日语）.
5. ↑  CHOCO★MILQ [@CHOCO_MILQ].  (推文). 2013-11-12  [2021-06-12] –Twitter （日语）.
6. ↑  . grape [グレイプ]. 2019-10-11  [2021-04-05]. （原始内容存档于2021-08-13） （日语）.
7. ↑  . CHOCO★MILQオフィシャルブログ. 2015-10-06  [2021-04-05] （日语）.
8. ↑  . choco☆milQ. UNIVERSAL MUSIC JAPAN.   [2021-04-05]. （原始内容存档于2021-08-13） （日语）.
9. ↑  . 櫸坂46官方網站 (Seed & Flower合同會社). 2022-05-11  [2016-05-08]. （原始内容存档于2023-04-11） （日语）.
10. ↑  佐々木美玲. . 佐々木美玲 公式ブログ. 日向坂46公式サイト. 2017-05-08  [2021-02-01]. （原始内容存档于2025-05-29） （日语）.
11. ↑  . 櫸坂46官方網站 (Seed & Flower合同會社). 2016-05-11  [2019-01-04]. （原始内容存档于2019-03-30） （日语）.
12. 1 2  ryoichi obata (编). . . 2017年11月号. 學研Plus. 2017-10-07: 34-37. ASIN B075VW713G （日语）.
13. ↑  佐々木美玲. . 佐々木美玲 公式ブログ. 日向坂46公式サイト. 2018-03-16  [2022-02-01]. （原始内容存档于2025-02-12） （日语）.
14. 1 2 3  . Real Sound (blueprint). 2018-05-31  [2023-11-04]. （原始内容存档于2020-03-02） （日语）.
15. ↑  . TOKYO POP LINE. 2018-03-01  [2018-03-01]. （原始内容存档于2020-09-27） （日语）.
16. 1 2  佐々木美玲. . 佐々木美玲 公式ブログ. 日向坂46公式サイト. 2018-05-31  [2022-02-01]. （原始内容存档于2023-04-11） （日语）.
17. ↑  佐々木美玲. . 佐々木美玲 公式ブログ. 日向坂46公式サイト. 2017-11-14  [2022-02-01]. （原始内容存档于2022-01-14） （日语）.
18. 1 2  . ORICON NEWS (oricon Me). 2019-01-01  [2019-02-14]. （原始内容存档于2019-02-14） （日语）.
19. ↑  佐々木美玲. . 佐々木美玲 公式ブログ. 日向坂46公式サイト. 2019-01-02  [2021-02-01]. （原始内容存档于2021-06-29） （日语）.
20. ↑  . Real Sound (blueprint). 2019-02-26  [2019-02-26]. （原始内容存档于2019-02-25） （日语）.
21. ↑  . サンスポ (産経デジタル)). 2019-06-13  [2019-06-23]. （原始内容存档于2019-06-13） （日语）.
22. 1 2  . 音楽ナタリー. 2020-03-25  [2020-03-25]. （原始内容存档于2020-10-01） （日语）.
23. ↑  佐々木美玲. . 佐々木美玲 公式ブログ. 日向坂46公式サイト. 2020-03-26  [2022-02-01]. （原始内容存档于2025-05-28） （日语）.
24. ↑  佐々木美玲. . 佐々木美玲 公式ブログ. 日向坂46公式サイト. 2020-08-10  [2022-02-01]. （原始内容存档于2020-09-28） （日语）.
25. ↑  . WEBテレビジョン. 2020-08-10  [2020-11-27]. （原始内容存档于2020-08-15）.
26. 1 2  . modelpress. 2021-04-27  [2022-11-21] （日语）.
27. ↑  . 声春っ! 公式サイト. 日本テレビ. 2021-03-27  [2021-03-31]. （原始内容存档于2021-05-03） （日语）.
28. ↑   [佐佐木美玲 休養通知]. 日向坂46官方網站 (日向坂46營運委員會). 2021-05-25  [2021-05-25]. （原始内容存档于2021-05-25） （日语）.
29. ↑  佐々木美玲.  [給各位太陽公公們]. 佐々木美玲 公式ブログ. 日向坂46公式サイト. 2021-05-25  [2021-05-25]. （原始内容存档于2021-05-25） （日语）.
30. ↑  佐々木美玲. . 佐々木美玲 公式ブログ. 日向坂46公式サイト. 2021-06-11  [2024-06-06]. （原始内容存档于2021-06-11） （日语）.
31. ↑  . modelpress. 2021-06-11  [2021-06-12] （日语）.
32. ↑  . 日向坂46 官方網站 (Seed & Flower合同會社). 2021-04-27  [2021-06-12] （日语）.
33. ↑   [櫻坂46尾關梨香&日向坂46佐佐木美玲在公演上宣布歸隊]. ORICON NEWS (oricon ME inc.). 2021-07-12  [2021-07-17]. （原始内容存档于2021-07-24） （日语）.
34. ↑  佐々木美玲. . 佐々木美玲 公式ブログ. 日向坂46公式サイト. 2021-07-12  [2022-02-01]. （原始内容存档于2021-07-12） （日语）.
35. 1 2  . modelpress. 2021-10-29  [2021-11-01]. （原始内容存档于2025-02-09） （日语）.
36. ↑  . エンタメRBB (イード). 2022-03-22  [2022-03-22]. （原始内容存档于2023-02-23） （日语）.
37. ↑  @mireisasaki_official. . 2022-05-08  [2022-10-04] –Instagram （日语）.
38. ↑  日向坂46 [@hinatazaka46].  (推文). 2022-05-08  [2022-10-04] –Twitter （日语）.
39. ↑  . modelpress. 2022-05-09  [2022-10-04]. （原始内容存档于2022-10-08） （日语）.
40. ↑  . Tokyofm+. エフエム東京. 2024-08-29  [2024-11-14]. （原始内容存档于2024-12-25） （日语）.
41. ↑  @mireisasaki_official. . 2024-08-25  [2024-11-14] –Instagram （日语）.
42. ↑  . ORICON NEWS (oricon ME). 2024-10-10  [2025-01-01] （日语）.
. THE FIRST TIMES. 2024-10-28  [2024-10-30] （日语）.
43. ↑  佐々木美玲. . 佐々木美玲 公式ブログ. 日向坂46公式サイト. 2024-10-10  [2025-01-06]. （原始内容存档于2024-12-02） （日语）.
44. ↑  . 日刊體育. 2024-12-17  [2025-01-01]. （原始内容存档于2024-12-17） （日语）.
45. ↑  . ORICON NEWS. oricon ME. 2024-12-30  [2025-01-01]. （原始内容存档于2024-12-27） （日语）.
46. ↑  佐々木美玲.  [想要傳達滿滿的感謝]. 佐々木美玲 公式ブログ. 日向坂46公式サイト. 2025-01-06  [2025-01-06]. （原始内容存档于2025-02-07） （日语）.
. 日向坂46官方網站 (Seed & Flower合同會社). 2025-01-06  [2025-01-06]. （原始内容存档于2025-02-01） （日语）.
47. ↑  . 日刊體育 (日刊體育新聞社). 2025-01-06  [2025-01-06]. （原始内容存档于2025-02-07） （日语）.
48. ↑  . TVでた蔵. ワイヤーアクション. 2025-04-01  [2025-04-01] （日语）.
49. ↑  . WEBザテレビジョン (KADOKAWA). 2025-04-06  [2025-04-06] （日语）.
50. ↑  @mireisasaki_official. . 2025-04-01  [2025-04-01] –Instagram （日语）.
51. ↑  . 日向坂46官方網站 (Seed & Flower合同會社). 2025-02-03  [2025-02-03] （日语）.
52. ↑  . 日刊體育 (日刊體育新聞社). 2025-04-06  [2025-04-07] （日语）.
53. ↑  @mireisasaki_official. . 2025-04-07  [2025-04-07] –Instagram （日语）.
54. ↑  佐々木美玲. . 佐々木美玲 公式ブログ. 日向坂46 公式サイト. 2025-04-10  [2025-04-10]. （原始内容存档于2025-04-10） （日语）.
55. ↑  . ORICON NEWS (oricon ME). 2025-04-07  [2025-04-07] （日语）.
56. ↑  佐々木美玲. . 佐々木美玲 公式ブログ. 日向坂46 公式サイト. 2025-04-17  [2025-04-17]. （原始内容存档于2025-04-17） （日语）.
57. ↑  . 日向坂46官方網站 (Seed & Flower合同會社). 2025-04-14  [2025-04-14] （日语）.
58. ↑  @mireisasaki_official. . 2025-07-01  [2025-07-01] –Instagram （日语）.
59. ↑  . Queen-B官方網站. 2025-07-01  [2025-07-01] （日语）.
60. ↑  . non-no官方網站. 2025-06-20  [2025-06-20] （日语）.
61. ↑  . PRTIMES. 2025-07-12  [2025-07-19] （日语）.
62. ↑  . PRTIMES. 2025-07-17  [2025-07-19] （日语）.
63. ↑  . HUSTLE PRESS. 2017-02-27  [2022-03-20]. （原始内容存档于2017-05-23） （日语）.
64. ↑  . TVでた蔵. ワイヤーアクション. 2016-09-04  [2020-10-01]. （原始内容存档于2018-08-20） （日语）.
65. ↑  . デイリースポーツ. 2024-02-18  [2024-08-16]. （原始内容存档于2021-08-16） （日语）.
66. 1 2  . HOMINIS. 2019-03-08  [2021-05-05]. （原始内容存档于2021-06-03） （日语）.
67. ↑  . non-no官方網站. 2021-11-20  [2023-02-13] （日语）.
68. ↑  佐々木美玲. . 佐々木美玲 公式ブログ. 日向坂46公式サイト. 2016-08-12  [2019-02-13]. （原始内容存档于2020-12-06） （日语）.
69. ↑  . HUSTLE PRESS. 2017-02-24  [2021-04-13]. （原始内容存档于2017-05-23） （日语）.
70. ↑  日向坂46写真集 日向撮 ひなさつ【公式】 [@hinasatsu].  (推文). 2021-03-07  [2021-06-12] –Twitter （日语）.
71. ↑  佐々木美玲. . 佐々木美玲 公式ブログ. 日向坂46公式サイト. 2018-10-21  [2019-02-13]. （原始内容存档于2022-06-15） （日语）.
72. ↑  . DASADA公式サイト. 日本テレビ.   [2020-02-15]. （原始内容存档于2020-02-17） （日语）.
73. ↑  . modelpress. 2019-12-17  [2020-09-15]. （原始内容存档于2019-12-19） （日语）.
74. ↑  . 日本テレビ. 2019-12-17  [2020-09-15]. （原始内容存档于2020-07-23） （日语）.
75. ↑  . MANTANWEB (まんたんウェブ). 2020-06-08  [2020-06-13]. （原始内容存档于2021-03-03） （日语）.
76. ↑  . 映画ナタリー (ナターシャ). 2021-03-27  [2021-03-27]. （原始内容存档于2021-06-06） （日语）.
77. ↑  . 映画ナタリー (ナターシャ). 2022-09-06  [2022-09-06]. （原始内容存档于2023-11-11） （日语）.
78. ↑  . ORICON NEWS (oricon ME). 2021-01-30  [2021-03-23]. （原始内容存档于2021-02-15） （日语）.
79. ↑  . 映画ナタリー (ナターシャ). 2021-03-22  [2021-03-23]. （原始内容存档于2021-06-06） （日语）.
80. ↑  . modelpress. 2021-03-22  [2021-03-23]. （原始内容存档于2021-06-06） （日语）.
81. ↑  . girlswalker (W TOKYO). 2019-05-06  [2025-01-01] （日语）.
82. ↑  . AuDee（オーディー）.   [2021-08-06]. （原始内容存档于2022-03-18） （日语）.
83. ↑  . PRTIMES. 2021-10-29  [2021-10-29]. （原始内容存档于2021-11-08） （日语）.
84. ↑  . 日向坂46官方網站 (Seed & Flower合同會社). 2022-03-22  [2022-04-15]. （原始内容存档于2022-09-28） （日语）.
85. ↑   (新闻稿). エフエム東京. 2025-04-03  [2025-04-04] （日语）.
86. ↑  . 日刊體育 (日刊體育新聞社). 2018-03-24  [2018-03-24]. （原始内容存档于2020-10-31） （日语）.
87. ↑  . 舞台「マギアレコード」公式サイト. TBSテレビ.   [2018-07-28]. （原始内容存档于2018-07-27） （日语）.
88. ↑  . 音楽ナタリー. ナターシャ. 2022-09-30  [2022-09-30]. （原始内容存档于2022-10-12） （日语）.
89. ↑  . AuDee (JFNC). 2023-06-15  [2025-01-01]. （原始内容存档于2025-01-14） （日语）.
90. ↑  . modelpress. 2019-01-12  [2022-05-22] （日语）.
91. ↑  . modelpress. 2019-03-30  [2022-05-22]. （原始内容存档于2024-12-25） （日语）.
92. ↑  . modelpress. 2019-04-20  [2022-05-22] （日语）.
93. ↑  . modelpress. 2019-09-07  [2022-05-22]. （原始内容存档于2024-12-25） （日语）.
94. ↑  . modelpress. 2019-10-05  [2022-05-22]. （原始内容存档于2023-11-11） （日语）.
95. ↑  . modelpress. 2020-01-11  [2022-05-22]. （原始内容存档于2023-11-11） （日语）.
96. ↑  . modelpress. 2020-02-29  [2022-05-22]. （原始内容存档于2024-01-06） （日语）.
97. ↑  . modelpress. 2020-09-05  [2022-05-22]. （原始内容存档于2023-11-11） （日语）.
98. ↑  . modelpress. 2021-02-28  [2022-05-22] （日语）.
99. ↑  . modelpress. 2021-09-04  [2022-05-22]. （原始内容存档于2025-02-10） （日语）.
100. ↑  . modelpress. 2022-03-21  [2022-05-22] （日语）.
101. ↑  . modelpress. 2022-09-03  [2022-09-03] （日语）.
102. ↑  . modelpress. 2023-09-02  [2023-09-10]. （原始内容存档于2024-12-25） （日语）.
103. ↑  . modelpress. 2024-03-02  [2024-10-12]. （原始内容存档于2024-12-25） （日语）.
104. ↑  . modelpress. 2024-10-12  [2024-10-12]. （原始内容存档于2024-12-25） （日语）.
105. ↑  . modelpress. 2019-05-18  [2022-05-22]. （原始内容存档于2023-11-11） （日语）.
106. ↑  . modelpress. 2019-09-28  [2022-05-22]. （原始内容存档于2023-11-11） （日语）.
107. ↑  . modelpress. 2020-06-27  [2022-05-22]. （原始内容存档于2023-11-11） （日语）.
108. ↑  . modelpress. 2022-05-14  [2022-05-22] （日语）.
109. ↑  . modelpress. 2023-09-30  [2023-10-01]. （原始内容存档于2024-12-25） （日语）.
110. ↑  . modelpress. 2024-05-03  [2024-05-23]. （原始内容存档于2024-09-01） （日语）.
111. ↑  . modelpress. 2024-10-19  [2024-10-19]. （原始内容存档于2024-12-25） （日语）.
112. ↑  . modelpress. 2019-07-18  [2019-07-18]. （原始内容存档于2023-04-06） （日语）.
113. ↑  . Edge Line (モバイルメディアプロダクション). 2019-11-10  [2020-01-29]. （原始内容存档于2024-11-27） （日语）.
114. ↑  佐々木美玲. 熊木優 , 编.  . 集英社. 2024-12-17: 1-160. ISBN 978-4-08-790181-8 （日语）.
115. ↑  . 日向坂46官方網站 (Seed &  Flower合同會社). 2024-10-10  [2024-12-20]. （原始内容存档于2025-02-13） （日语）.
. 日向坂46官方網站 (Seed & Flower合同會社). 2024-10-28  [2024-12-20]. （原始内容存档于2025-02-08） （日语）.
116. ↑   [加藤史帆為「CanCam」、佐佐木久美為「Ray」、佐佐木美玲為「non-no」、高本彩花為「JJ」 分別就任女性時尚雜誌專屬模特兒決定！]. 日向坂46官方網站 (日向坂46營運委員會). 2019-02-14  [2019-02-14]. （原始内容存档于2019-02-14） （日语）.

## 外部鏈結
- 佐佐木美玲官方粉絲俱樂部（日語）
- 經紀公司個人介紹頁（日語）
- 佐佐木美玲的Instagram帳戶（2022年5月8日－）（日語）
- 佐佐木美玲及其經紀人的X（前Twitter）（2025年7月1日－）（日語）

日向坂46時期
- 日向坂46個人介紹頁（日語）
- 佐佐木美玲 官方部落格  - 日向坂46官方網站（2016年8月2日－2025年5月31日）（日語）
- 佐佐木 美玲（日向坂46）的SHOWROOM專頁（日語）
- 日向坂46佐佐木美玲1st写真集《陽光的盛裝遊行》【公式】的X（前Twitter）（日語）
- 日向坂46佐佐木美玲1st写真集《陽光的盛裝遊行》【公式】的TikTok（日語）